# Troupe de l'Opéra-Comique en 1754

## Composition de la troupe de l'Opéra-Comiqueen1754
L'année théâtrale commence le 22 avril 1754 (veille des Rameaux) et se termine le 22 mars 1755.
| Acteurs                   | Actrices                    |
| ------------------------- | --------------------------- |
| Parent                    | Villiers                    |
| Deschamps                 | Rosaline                    |
| Laruette                  | Delorme                     |
| De Hautemer               | Deschamps                   |
| Delisle                   | Legrand                     |
| Darcis                    | Quenet                      |
| Bouret                    |                             |
| Rebours                   |                             |
| Danseurs                  | Danseuses                   |
| Noverre, maître de ballet | Deschamps                   |
| Delastre                  | Dumirei                     |
| Gallodier                 | Prudhomme                   |
| Dupuis                    | Delaître                    |
| Harant                    | Sauveur                     |
| Desmattins                | Marini                      |
| Noverre cadet             | Cornu                       |
| Rochefort                 | Caron                       |
| Gatebois                  | Armand                      |
| Papillon                  | Paran                       |
| Julien                    | Lejeune                     |
| Pochet                    | Marlet                      |
| Lassi                     | Lescot                      |
| Canut                     |                             |
| Leclerc                   |                             |
| Turbot                    |                             |
| Chaperon                  |                             |
| Bataille                  |                             |
| Lefèvre                   |                             |
| Lescot                    |                             |
| Orchestre                 |                             |
| Davesne, compositeur      | Patou, régisseur            |
| Montgaultier, violon      | Beraut, basson              |
| Alexandre, violon         | Simonet, basson             |
| Gautier, violon           | France, basson              |
| Arnoult, violon           | Marchand, contrebasse       |
| Voyez, violon             | Dargent, contrebasse        |
| Paris, violon             | Ebert, cor                  |
| Champion, violon          | Steinmetz, cor              |
| Prudent, basse            | Rostenne, flûte et hautbois |
| Varin, basse              | Vautier, flûte et hautbois  |
| Baronville, timballier    | Désabey, trompette          |

## Source
- Almanach historique et chronologique de tous les spectacles, Paris 1755.